# 靶舰
靶舰是一種專門供海軍進行射擊訓練的船隻，海軍在訓練時會朝靶舰開火。通常報廢或俘獲的受損军舰會被當做靶艦。另外當一艘船隻確定要當作靶艦時，人們必须对船隻进行彻底清洁，以免船隻上有殘留的危險品。